# Max Stern (Kunsthändler)

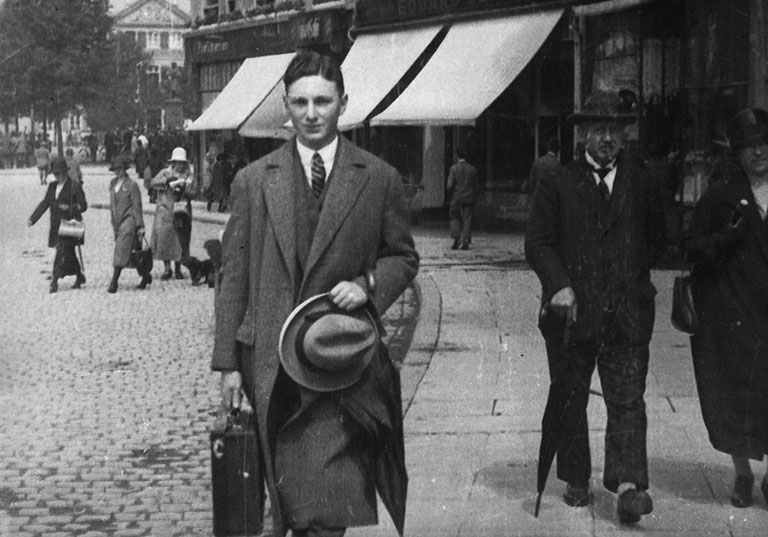
Max Stern, ca. 1925

Max Stern CM (* 18. April 1904 in Mönchengladbach; † 30. Mai 1987 in Paris) war ein deutsch-kanadischer Kunsthändler und Mäzen, der in Montreal die Dominion Gallery/Galerie Dominion betrieb.

## Leben

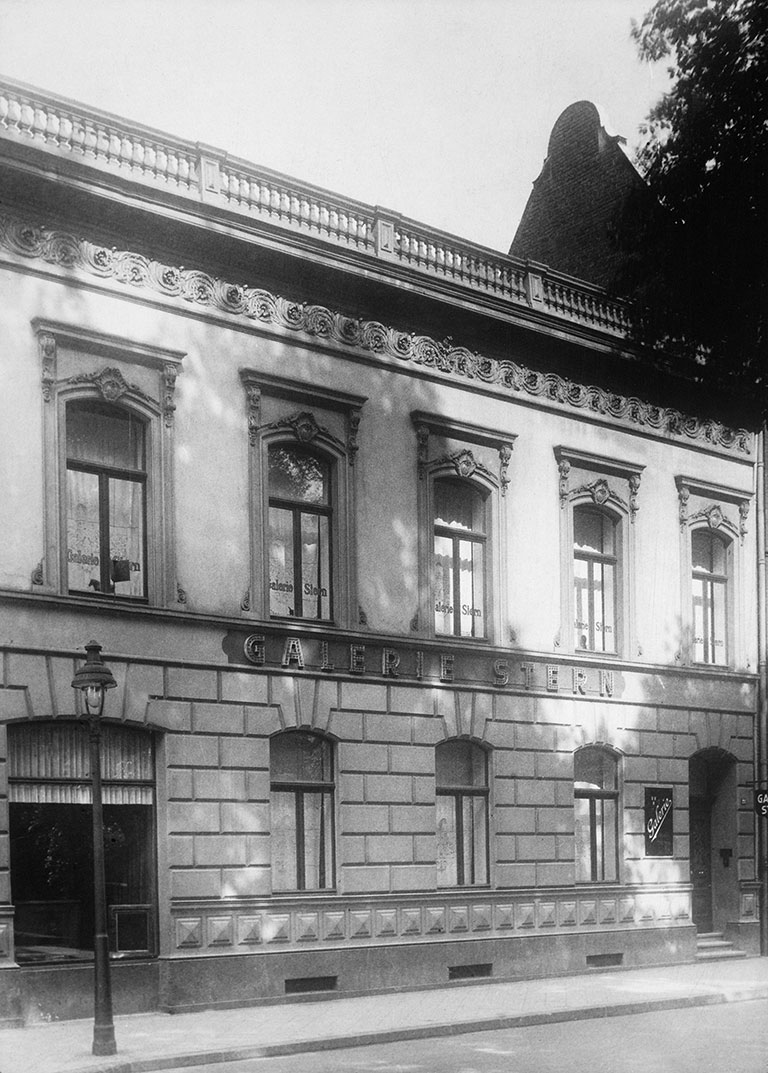
Galerie Stern, Düsseldorf

Max Stern stammte aus einer Kunsthändlerfamilie. Sein Vater, der Textilfabrikant und Kunstsammler Julius Stern (1867–1934), eröffnete 1913 eine Kunsthandlung in der Düsseldorfer Königsallee 23–25. Nach seinem Studium der Kunstgeschichte, das er mit der Promotion zum Dr. phil. an der Universität Bonn abschloss, übernahm er 1934 die väterliche Kunsthandlung.
Nach der Machtergreifung der Nationalsozialisten 1933 wurde Stern unter Druck gesetzt, schrittweise sein Geschäft aufzugeben und seine Sammlung versteigern zu lassen. 1935 wurde er von der Reichskammer der bildenden Künste aufgefordert, binnen vier Wochen das Geschäft zu verkaufen. Die Frist wurde wiederholt verlängert. Vor seiner Emigration lieferte Stern einen Großteil des Bestandes bei Lempertz in Köln ein, wo 228 Gemälde am 13. November 1937 in der Auktion 392 zur Versteigerung aufboten wurden. Die dort nicht verkauften Werke gingen an Stern nach Düsseldorf zurück, der auch die Erlöse der Auktion bei Lempertz erhielt und damit die Reichsfluchtsteuer bedienen musste. Seine Privatsammlung gab Stern bei der Spedition Josef Roggendorf in Köln in Verwahrung. Von dort wurde sie vor Kriegsausbruch von der Gestapo konfisziert und dem Auktionshaus Hugo Hufschmidt in Köln zur Versteigerung übergeben. Der Erlös dieser Auktion bei Hufschmidt wurde an die Regierungshauptkasse in Düsseldorf überwiesen.
Stern flüchtete aus Deutschland und lebte für jeweils kurze Zeit in Paris und London. Er eröffnete eine Kunsthandlung in London, wurde aber 1940 als feindlicher Ausländer (enemy alien) auf der Isle of Man interniert. 1943 wurde er wie viele jüdische Flüchtlinge nach Kanada geschickt und dort zunächst weiter interniert. Er wurde dann Partner von Rose Millman in der von ihr gegründeten Dominion Gallery of Fine Arts. Ab 1944 kooperierte er mit seinem Schwager Siegfried Thalheimer in New York. Nachdem es 1947 gelungen war, einen Teil des deutschen Bestandes zurückzuerlangen, kauften Max und Iris Stern 1947 die Galerie und machten sie zu einem Brennpunkt moderner Kunst. Er war der erste Händler, der Werke von Kandinsky an das Museum of Modern Art in New York City verkaufte, und hatte Exklusiv-Vertretungsrechte für Werke von Auguste Rodin in Kanada. Er förderte eine große Anzahl junger kanadischer Künstler, die er von 1950 bis zu seinem Tod vertrat. 1958 strengte Stern verschiedene Prozesse in Deutschland zur Wiedererlangung der 1937 versteigerten Gemälde und anderer Objekte an. Für den 1937 erlittenen „Verschleuderungsschaden“ seiner ehemaligen Galerie erhielt er 1964 eine Entschädigung durch das Land Nordrhein-Westfalen.
Aus ihrer privaten Kunstsammlung stifteten Max und Iris Stern zahlreiche Werke kanadischer und europäischer Künstler an über zwanzig öffentliche Einrichtungen in Nordamerika und Israel.
Max Stern hinterließ sein Erbe vor allem drei Institutionen: der McGill University und Concordia University in Montreal sowie der Hebrew University in Jerusalem. Einen Teilnachlass erhielt die National Gallery of Canada, und das McCord Museum of Canadian History konnte mit Hilfe des Erbes 1991 das Max Stern Fellowship errichten.

## Restitutionsprojekt
Die Haupterben (McGill, Concordia und Hebrew University) entschlossen sich, das Max Stern Art Restitution Project zur Restitution des 1937 unter Zwang veräußerten Galeriebestandes einzurichten. Unter Mithilfe des Holocaust Claims Processing Office in New York versucht es, die Werke, die Max Stern ab 1937 verloren gingen, zu lokalisieren und zurückzufordern. Ihre Anzahl wird auf etwa 400 Werke geschätzt, wovon etwa 10 Prozent bis 2006 lokalisiert werden konnten. Ludovico Carraccis Gemälde Der heilige Hieronymus mit dem Löwen und zwei Engeln wurde 2009 im Leo Baeck Institut in New York vom Kunsthändler Richard L. Feigen zurückgegeben. Feigen hatte das Bild im Jahr 2000 bei Lempertz, bei dem es aus einer Privatsammlung stammend eingeliefert worden war, ersteigert. Feigen warf in der Folge Lempertz ein Recycling von Raubkunst vor und forderte Schadensersatz. Es ist damit zu rechnen, dass im Zuge eines Forschungsprojekts zu Max Sterns Düsseldorfer Kundenkartei weitere zu restituierende Bilder aus den ehemaligen Beständen der Galerie gefunden werden.

### Restituierte Werke
- Flucht nach Ägypten, Umkreis des Jan Wellens de Cock (1480–1527)
- Mädchen aus den Sabiner Bergen, Franz Xaver Winterhalter (1805–1873)
- Selbstporträt, Wilhelm von Schadow (1788–1862)[10]
- Skandinavische Landschaft, 1837, Andreas Achenbach (1815–1910)[11]
- Junger Mann als Bacchus, Jan Franse Verzijl (1602–1647)
- Italienische Familie, (1837), Wilhelm Krafft (etwa 1808–1865), heute Leihgabe im Stadtmuseum Düsseldorf[12]
- Seesturm, Johannes Koekkoek (1811–1831)[13]

## Von Stern vertretene Künstler (Auswahl)
- Hans Arp (Jean Arp)
- Paul-Émile Borduas
- Emily Carr
- Wassily Kandinsky
- Henry Moore
- Auguste Rodin

## Auszeichnungen
- Order of Canada, 1984
- Ehrendoktor der Concordia University, 1985

## Düsseldorfer Ausstellung (2018 bzw. 2021)
Um eine für 2018 in Düsseldorf geplante Ausstellung zum Wirken Sterns gab es 2018 Irritationen, welche zu einer Verschiebung in das Jahr 2019 führten. Kanadische Stern-Fachleute hatten ihre Mitwirkung abgesagt. Genannt wurden Catherine MacKenzie, Prof. em. von der Concordia University und Philip Dombowsky von der National Gallery of Canada. Sie werden von der Stadt Düsseldorf dennoch weiter als angefragte Mitwirkende genannt. Ebenso hat das Zentralinstitut für Kunstgeschichte aus München abgesagt. Die Stadt Düsseldorf hat Dieter Vorsteher als Gastkurator der künftigen Ausstellung beauftragt. Der Kunstjournalist Stefan Koldehoff hat nach einer entsprechenden Konferenz in Düsseldorf am 13. Februar 2019 im Deutschlandfunk berichtet, dass die geplante Ausstellung im Stadtmuseum Düsseldorf wegen wesentlicher Meinungsverschiedenheiten der an der Planung beteiligten Leute in unabsehbare Ferne gerückt sei.
Die Ausstellung wurde schließlich am 2. September 2021 im Düsseldorfer Stadtmuseum eröffnet. Kuratiert wurde sie von Dieter Vorsteher. Laut Süddeutscher Zeitung stieß die Ausstellung vor allem aufgrund ausstehender Restitutionen erneut auf Kritik und Absagen u. a. der Jewish Claims Conference. Für die Absagen verschiedener ursprünglich angeworbener Partner gab es aber wohl auch inhaltliche und persönliche Gründe.

## Schriften
- Johann Peter Langer. Sein Leben und sein Werk (= Forschungen zur Kunstgeschichte Westeuropas Bd. 9). K. Schroeder, Bonn 1930.